# Millennium Park
Pour le stade de Cardiff, voir Millennium Stadium.
Millennium Park (littéralement « parc du millénaire ») est un parc public de la ville de Chicago, dans l'État de l'Illinois, aux États-Unis. Il est situé dans l'ouest du secteur communautaire du Loop (Downtown Chicago), le quartier d'affaires de la ville. Millennium Park est délimité au nord par Randolph Street, à l'est par Columbus Drive, à l'ouest par Michigan Avenue et au sud par Monroe Street.
Créé au sein de Grant Park (dans sa partie nord-ouest), le long du lac Michigan, le parc d'une superficie de 99 000 m2 (10 ha) est voulu par le maire Richard M. Daley pour remplacer les friches ferroviaires de la compagnie Illinois Central Railroad. Le projet est lancé en octobre 1997 et les travaux qui commencent en juin 1999 durent jusqu'en juillet 2004. Le parc est ouvert au public le 16 juillet 2004 et inauguré par une cérémonie et des festivités qui rassemblent 300 000 personnes. Pour sa conception et sa construction, le parc remporte plusieurs récompenses. L'ensemble du Millennium Park est placé sous la gestion du département des affaires culturelles de la ville de Chicago (Chicago Department of Cultural Affairs).
La construction de ce parc est le plus grand projet de la ville de Chicago depuis l'Exposition universelle qui se tient au Jackson Park en 1893. Le projet qui doit initialement coûter 150 millions de dollars, nécessite en définitive 475 millions de dollars qui sont payés par les contribuables à hauteur de 270 millions de dollars, le reste ayant été financé par des donateurs privés, notamment des dynasties industrielles locales comme les Wrigley, les Crown et les Pritzker,.

## Historique

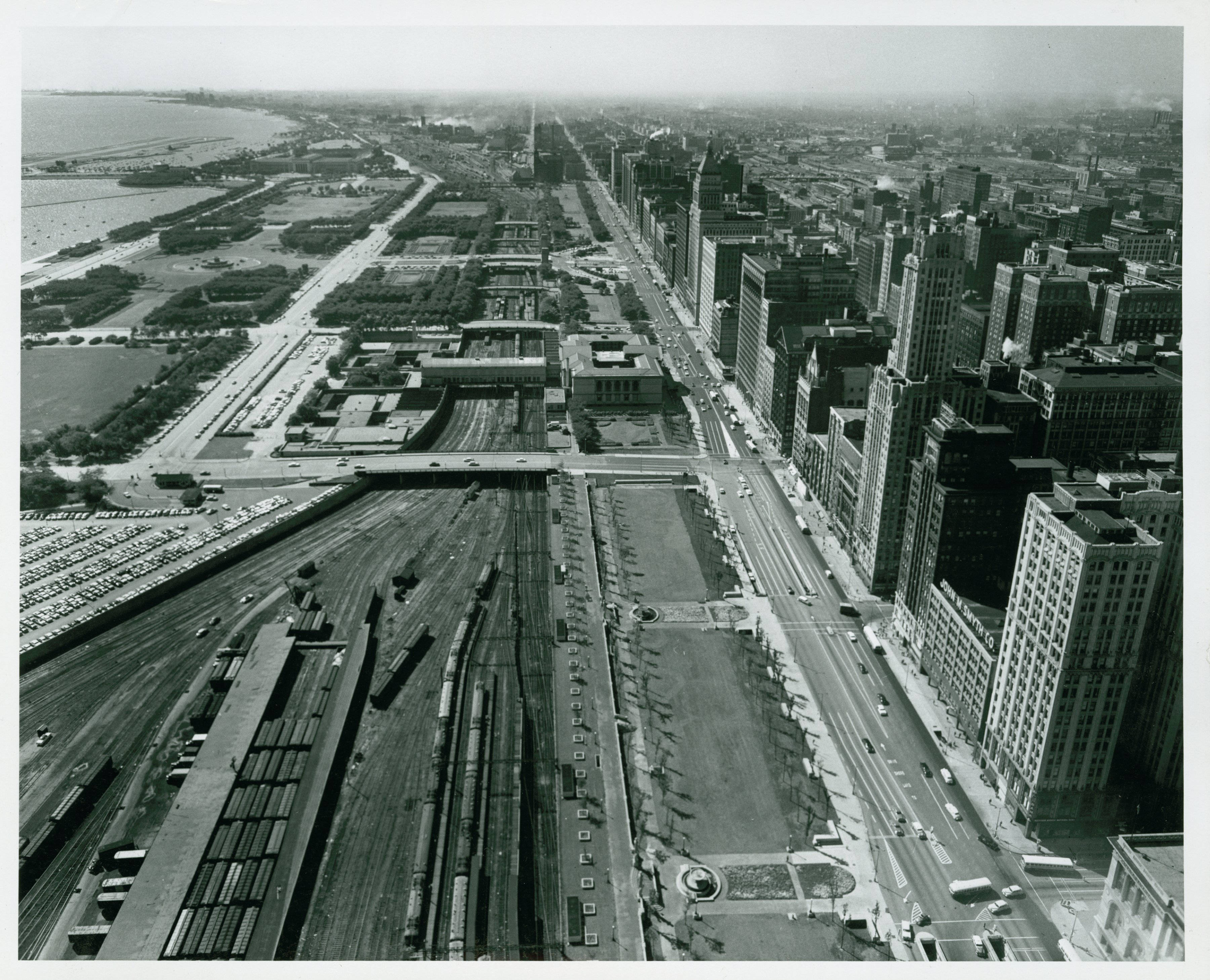
Vue sur les voies ferrées de l'Illinois Central Railroad dans les années 1940 avant que le site ne soit réaménagé et devienne le Millennium Park 60 ans plus tard.

De 1852 jusqu'en 1997, la Compagnie centrale des chemins de fer de l'Illinois (Illinois Central Railroad), posséda un droit de passage pour ses voies ferrées qui séparèrent alors le centre-ville de Chicago des rives du lac Michigan. Pendant une brève période, à la suite du Grand incendie de 1871, l'équipe des White Stockings de Chicago (aujourd'hui les Cubs de Chicago) jouèrent des matchs sur ce terrain que l'on nommait alors l'Union Baseball Grounds,. Ce n'est qu'au début du XXe siècle que l'architecte Daniel Burnham projeta d'installer Grant Park en ce lieu dans son Plan de Chicago de 1909,.
En 1997, lorsque la ville de Chicago reprit le contrôle de cette zone, elle décida d'y installer une aire de stationnement. Cependant, les autorités municipales réalisèrent que l'installation d'un parc public fut plus susceptible d'attirer quelques financements privés qu'un parking et elle entreprit alors de créer le Millennium Park. Le parc est alors provisoirement baptisé Lakefront Millennium Park. Richard M. Daley, maire de Chicago de 1989 à 2011, souhaita créer un nouvel espace dans le coin nord-ouest de Grant Park et transforma les abords du lac Michigan qui furent jusqu'alors occupés par des parcs de stationnement et le site de la Compagnie centrale des chemins de fer de l'Illinois, demeura inchangée depuis 1902.
Millennium Park fut originellement conçu comme un espace vert de 65 000 m2 qui recouvrit un parking souterrain qui dut être construit au-dessus de la voie ferrée du Metra, la ligne ferroviaire traversant le Grant Park. Au départ, le parc fut conçu par l'agence d'architectes Skidmore, Owings and Merrill (SOM), mais peu à peu d'autres architectes et artistes participèrent au projet comme Frank Gehry ou encore Thomas Beeby. En février 1999, la ville de Chicago annonça qu'elle négociait avec Frank Gehry pour la création d'un proscenium et d'un espace d'orchestre pour un kiosque à musique et pour la construction d'un pont piétonnier enjambant Columbus Drive.

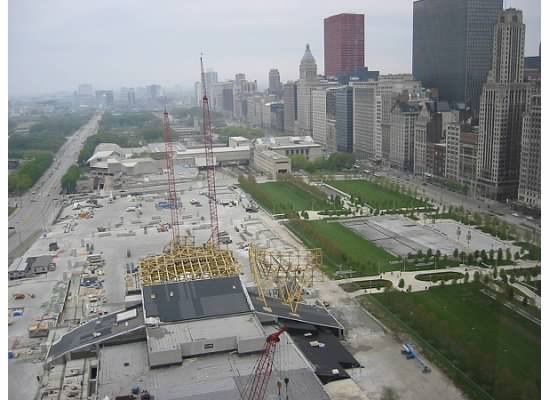
Vue sur les travaux d'aménagement du site et sur le chantier du pavillon Jay Pritzker (fin 2001).

La construction initiale du parc fut sous la responsabilité du Chicago Department of Transportation (CDOT) dans la mesure où la structure devait enjamber les voies ferrées. Cependant, pendant que le projet se développa, sa grande variété d'équipements et d'installations le plaça sous la juridiction de la commission des édifices publics.
En avril 1999, la ville annonça que la famille Pritzker fit don de 15 millions de dollars pour le financement du pavillon Jay Pritzker, conçu par Frank Gehry, et que neuf autres donateurs apportèrent un soutien financier supplémentaire de 10 millions de dollars. Au mois de juillet 1999, la construction du parking souterrain débuta.
En janvier 2000, la ville présenta un nouveau projet pour le parc incluant de nouveaux équipements tels que la Cloud Gate, la Crown Fountain, le McDonalds Cycle Center et la passerelle BP.
Au mois de juin de cette même année, la ville rompit ses contrats avec les sociétés Schwendener Inc. et Harston
Construction Co., les deux entreprises générales qui furent chargées du projet et avec lesquelles la ville ne parvint pas à conclure un accord. La municipalité prit en compte l'augmentation des coûts de construction liés aux modifications du projet. Malgré l'allongement des délais et l'explosion du budget consacré à la construction et l'aménagement du parc, celui-ci fut achevé avec quatre années de retard et son inauguration, le 16 juillet 2004, fut célébré par un gala financé par la société bancaire JPMorgan Chase.

## Aménagements
| Crown Fountain Michigan Avenue Cloud Gate AT&T Plaza Pavillon · Jay Pritzker Passerelle BP Lurie Garden Harris Theater |

Le Millennium Park constitue la partie nord-ouest de Grant Park, l'un des plus grands parcs publics de la ville de Chicago, juste au nord de l'Art Institute of Chicago (en français « Institut d'art de Chicago »). Il est spécialement destiné à l'architecture et l'art contemporain et comprend de nombreux aménagements publics tels que des sculptures monumentales, une fontaine interactive, un kiosque à musique donnant des concerts, une patinoire (aménagée uniquement durant la période hivernale), un théâtre, des jardins fleuris, des promenades, etc.
Trois principales œuvres y sont exposées : Cloud Gate, Crown Fountain et le pavillon Jay Pritzker.
Plusieurs artistes et architectes du monde entier furent engagés par la ville de Chicago pour participer à la conception et la construction du Millennium Park, de ses sculptures, de ses jardins et divers aménagements :
- Skidmore, Owings and Merrill, un cabinet d'architectes chargé des plans et de la structure du parc
- Renzo Piano, un architecte italien qui a réalisé le pavillon Exelon Sud ;
- Hammond Beeby Rupert Ainge, une société d'architecte ayant conçu le pavillon Exelon Nord ainsi que le Harris Theater ;
- Frank Gehry, l'architecte américain auquel on doit le pavillon Jay Pritzker et la passerelle BP ;
- Kathryn Gustafson et Piet Oudolf[19], trois architectes et paysagistes américains ayant conçu le Lurie Garden ;
- Jaume Plensa, un architecte espagnol auteur de la Crown Fountain ;
- Anish Kapoor, sculpteur anglais qui a réalisé la Cloud Gate.

### Pavillon Jay Pritzker

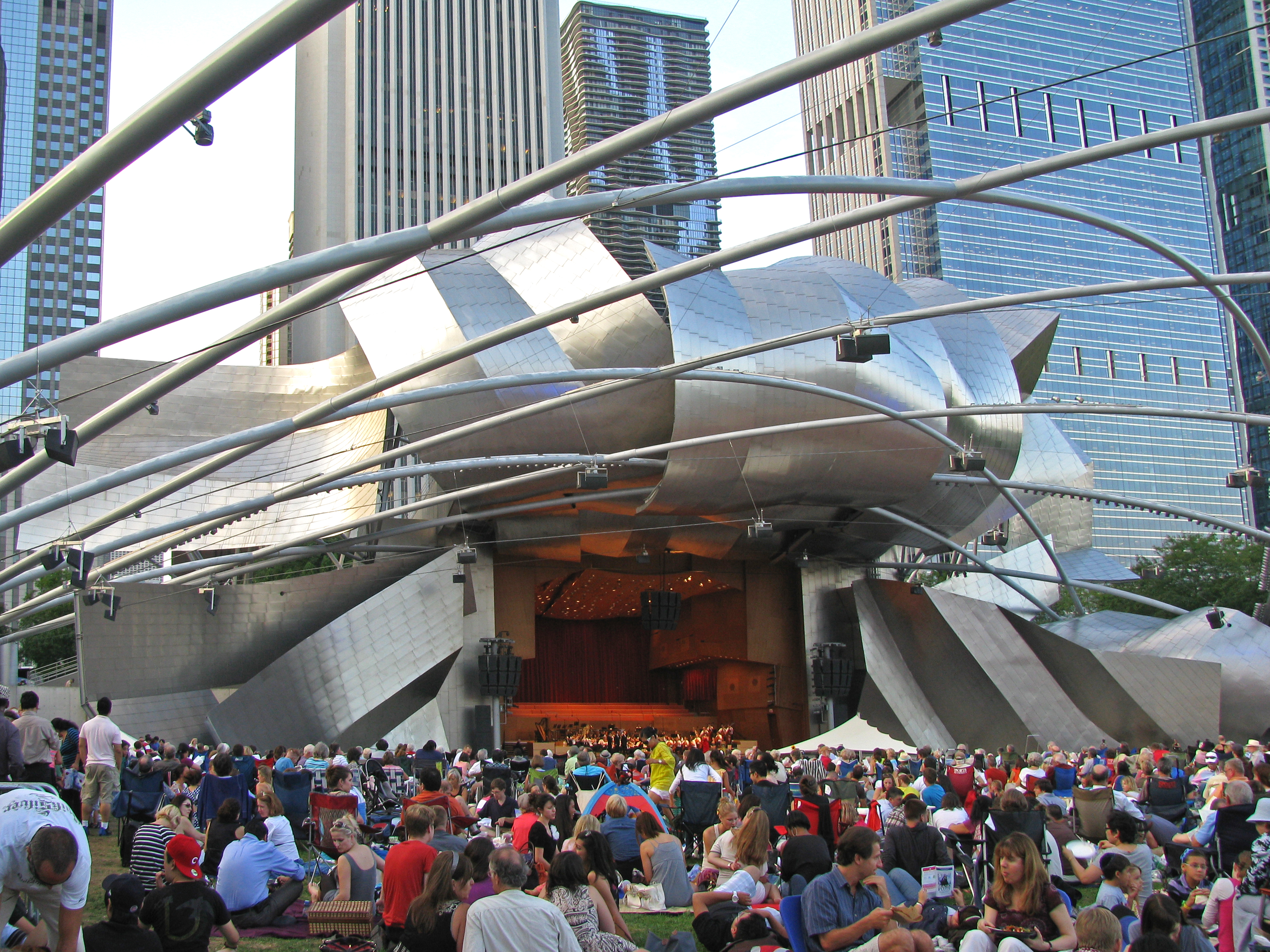
Le pavillon Jay Pritzker, dessiné par l'architecte Frank Gehry.

Situé sur Millennium Plaza, le pavillon Jay Pritzker est un amphithéâtre de 4 000 places assises et 7 000 places supplémentaires sur une immense étendue de pelouse qui a été conçu par l'architecte Frank Gehry. Le pavillon est surmonté de courbes en acier inoxydable et comprend un vaste treillage en acier qui forme un dais acoustique qui s'étend vers le sud au-dessus de la Grande pelouse.
Le pavillon est relié à la Daley Bicentennial Plaza par la passerelle BP, elle aussi conçue par Gehry. Construit entre juin 1999 et juillet 2004, il est situé sur le côté sud de Randolph Street et a été baptisé du nom de l'homme d'affaires Jay Pritzker et de la famille Pritzker qui ont largement participé au financement de l'édifice.
Le pavillon Pritzker est un élément central du Millennium Park. Il accueille le Chœur et l'Orchestre Symphonique de Grant Park (Grant Park Symphony Orchestra and Chorus) ainsi que le Grant Park Music Festival, l'un des derniers festivals de musique classique en plein air et gratuits des États-Unis. Il accueille également un large éventail d'ensembles musicaux et, chaque année, une grande manifestation de spectacle vivant. Des artistes allant de groupes de rock à la musique classique en passant par des chanteurs d'opéra ont fait leur apparition au pavillon, qui accueille même des activités de fitness telles que le Yoga. Toutes les répétitions au pavillon sont ouvertes au public.

### Crown Fountain

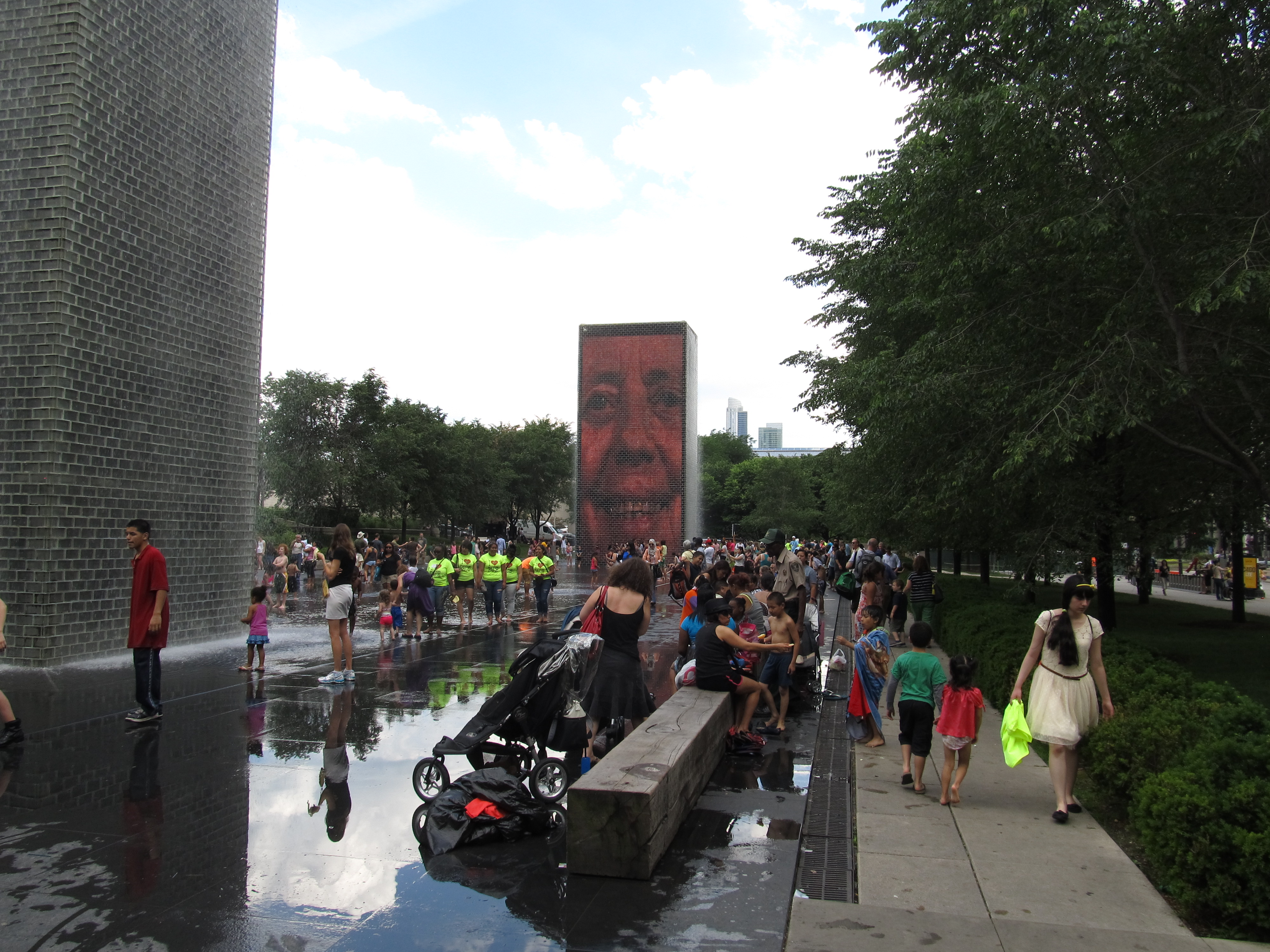
La Crown Fountain

La Crown Fountain est une fontaine interactive qui s'élève dans la section sud-ouest du Millennium Park. Elle a été dessinée par l'artiste catalan Jaume Plensa et représente l'une des attractions les plus spectaculaires du parc.
La fontaine est composée de deux tours de granite noir et de brique de verre plantées à chacune des extrémités d'un bassin. Les tours font 15,2 m de hauteur et utilisent des diodes électroluminescentes (DEL) pour afficher des vidéos numériques reproduisant des figures humaines de manière qu'on ait l'impression qu'un jet d'eau provient de leur bouche. La collection de visages, que Plensa doit aux habitants de Chicago, provient d'un panel mélangé de 1 000 résidents.
Lorsque le temps le permet, la fontaine est ouverte de mai à octobre, l'eau jaillissant des deux tours en cascade intermittente à travers une buse placée sur la façade de chaque tour.
La construction et la conception de la Fontaine a coûté 17 millions de dollars à la ville de Chicago.

### Passerelle BP

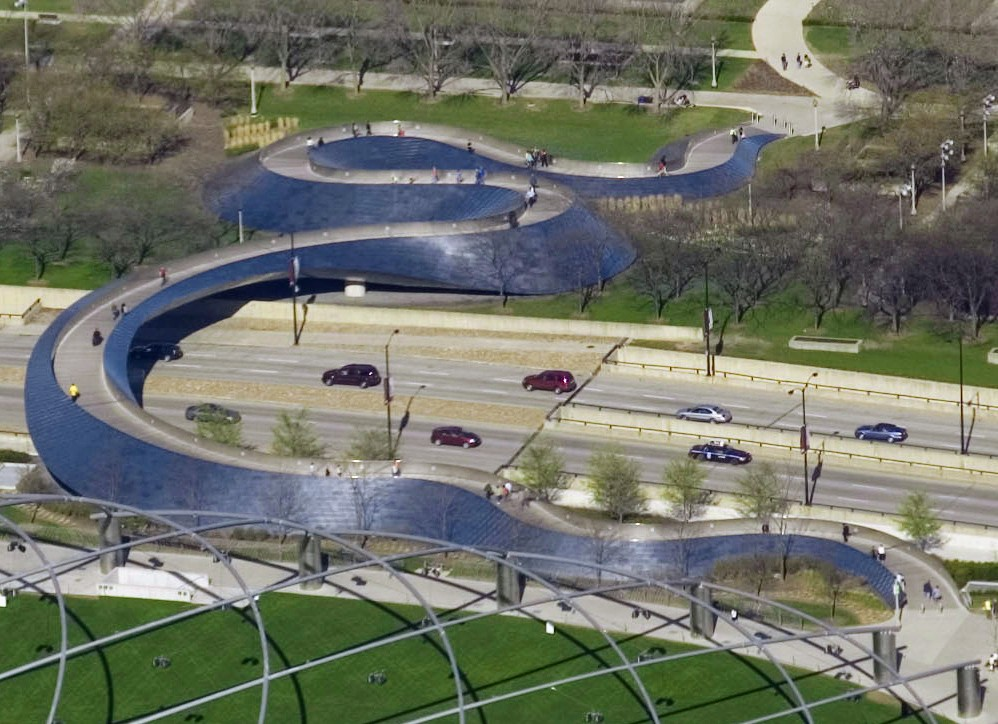
La passerelle BP.

La passerelle BP est un pont qui enjambe Columbus Drive pour relier la Daley Bicentennial Plaza et le pavillon Jay Pritzker,. À l'instar de ce dernier, il a été conçu par Frank Gehry. Il a ouvert le 16 juillet 2004.
Nommé pour la firme pétrolière britannique BP, qui a fait don de 5 millions de dollars pour sa construction,, il est le premier pont conçu par Gehry. Le pont BP se dessine comme un serpent à cause de sa forme. Il a été primé pour son utilisation de la tôle. La passerelle est connue pour son esthétique et le style de Gehry et est considérée pour ses allusions biomorphique et l'utilisation extensive de plaques d'acier inoxydable pour sa sculpture.
Le projet finalement retenu est révélé lors d'une exposition au Chicago Cultural Center le 10 juin 2000. Le pont est alors prévu pour mesurer 285,0 m de long, 6,1 m de large et s'élever à 4,42 m au-dessus de Columbus Drive,. La hauteur sous pont est déterminée pour excéder les 4,3 m des normes mises en place par le département des Transports des États-Unis afin de prévoir l'apposition de nouvelles couches de bitume sur la chaussée.
Cette hauteur est aussi supérieur aux normes de l'Illinois. Selon le Chicago Tribune, la travée du pont est d'environ 46 m.

### Cloud Gate
La Cloud Gate (« porte des nuages ») est une sculpture monumentale en acier de 110 tonnes que les Chicagoans ont appelé affectueusement « le Haricot » (the Bean). Il a été réalisé par Anish Kapoor et financé par des investissements privés pour 23 millions de dollars. Cette sculpture monumentale reflète le ciel, les passants et les gratte-ciel qui l'entourent. Elle demande un entretien constant. Pièce centrale de l'AT&T Plaza, elle est située au sud du Park Grill et du Wrigley Square, au nord de la Crown Fountain et adjacente à la Chase Promenade.
Elle fut construite entre 2004 et 2006 avec un dévoilement temporaire lors de l'été 2004. Son extérieur consiste en 168 plaques d'acier inoxydable polies soudées entre elles. Elle est haute de 10 mètres, sa base mesure 20 m × 13 m et elle pèse 99,8 tonnes. Son aspect s'inspire du mercure liquide. Son extérieur poli reflète et déforme le panorama urbain.
Les visiteurs sont invités à marcher autour et en dessous de l'arche haute de 3,70 m contenant une chambre concave appelée « omphalos » qui multiplie et déforme l'image des spectateurs par réverbérations.

### Lurie Garden

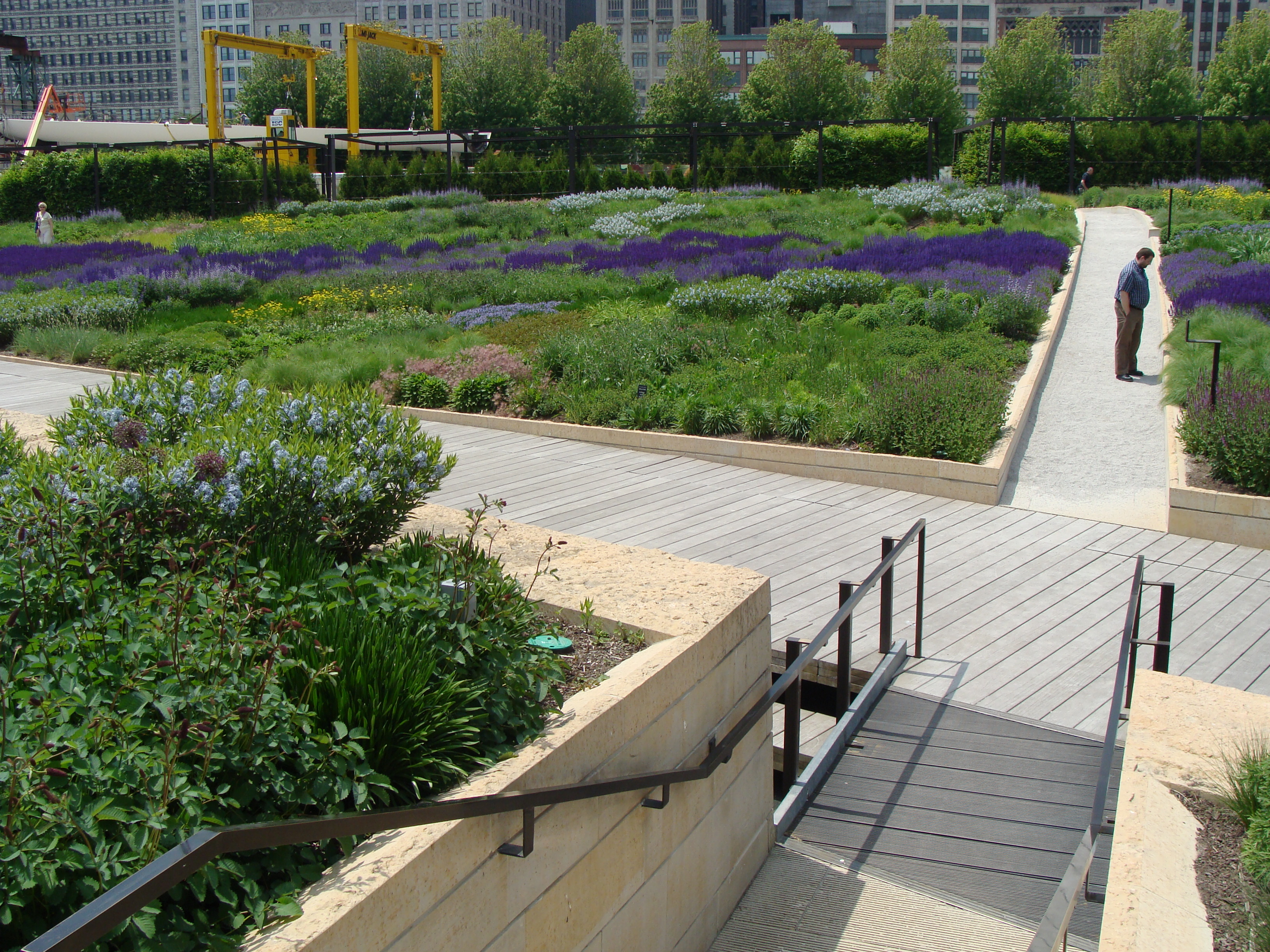
Le Lurie Garden.

Le Lurie Garden est un jardin botanique de 10 000 m2 situé à l'extrémité sud du Millennium Park et fut conçu par Kathryn Gustafson, Piet Oudolf et Robert Israël. L'accès au Lurie Garden est ouvert au public le 16 juillet 2004. Il s'agit d'un jardin urbain se composant de plantes vivaces, de bulbes, de graminées, d'arbustes et d'arbres.
Conçu pour rendre hommage à la devise de Chicago « Urbs in Horto » (la ville dans un jardin), le Lurie Garden est une combinaison de structure spatiale, de plantations et d'éclairages évoquant les origines marécageuses de la ville se mêlant au paysage urbain contemporain.
Le Lurie Garden se targue d'être le plus grand jardin botanique public du monde à se trouver en plein cœur d'une mégapole. Les travaux pour l'aménagement du jardin ont coûté 13,2 millions de dollars à la ville de Chicago. De généreux donateurs ont offert 10 millions de dollars pour la maintenance et l'entretien. Enfin, il fut nommé en hommage à Ann Lurie.
Environ 60 % des plantes vivaces sont originaires des quatre coins de l'État de l'Illinois.

### Harris Theater

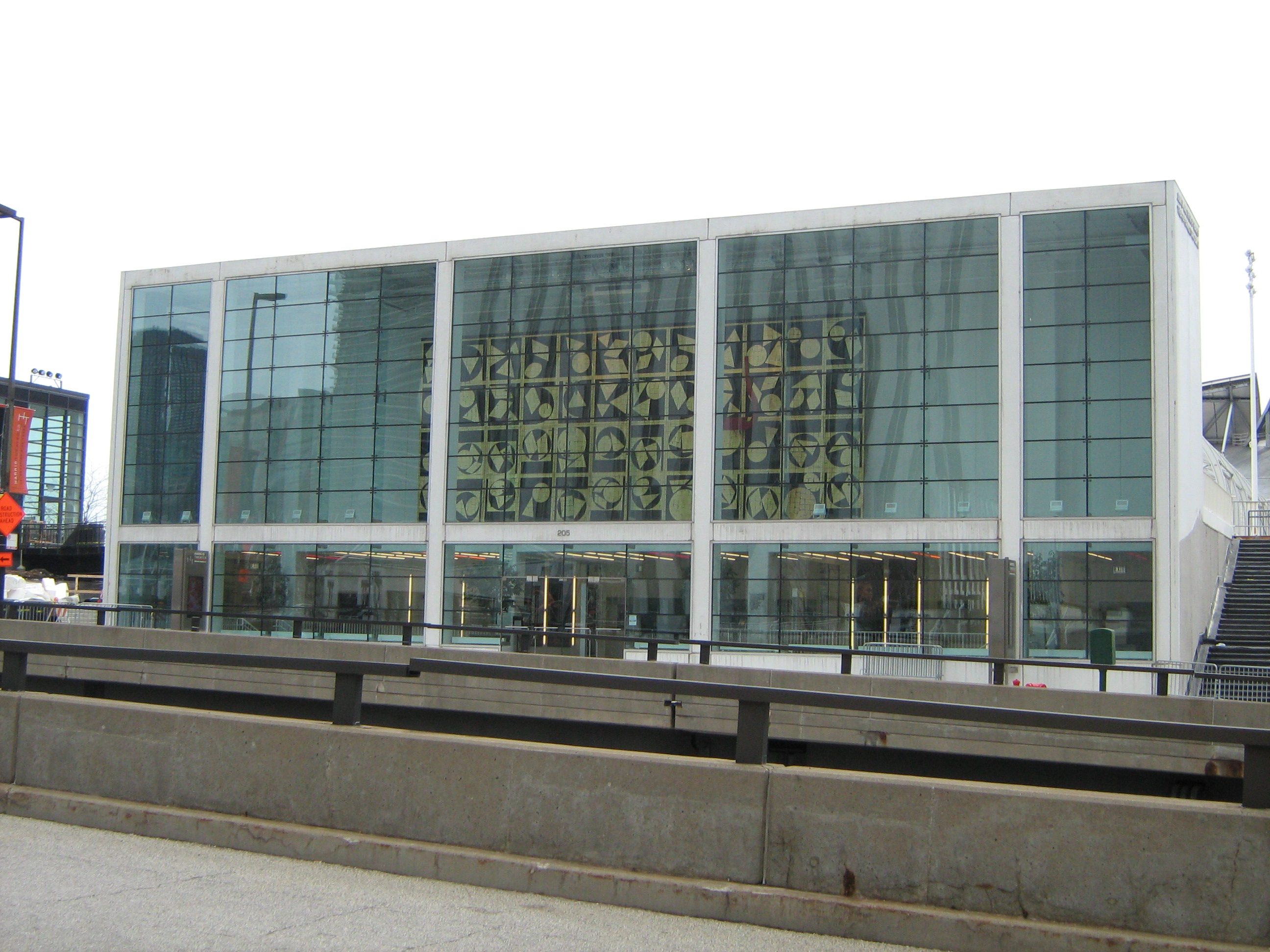
Le Harris Theater.

Le Harris Theater (Théâtre Harris en français) est une salle de théâtre de 1525 places affectée au spectacle vivant sur la scène de laquelle se produisent divers orchestres et troupes de danse de Chicago et d'ailleurs. Elle est située au nord du Millennium Park le long de Randolph Street.
Construit entre 2002 et 2003, ce théâtre est la principale salle de spectacle de la ville pour les petites et moyennes manifestations artistiques. Le théâtre soit son nom à ses premiers bienfaiteurs, les frères Johan et Irving Harris, deux hommes d'affaires et philanthropes américains.

### McCormick Tribune Plaza
Consacré à la détente, le McCormick Tribune Plaza & Ice Rink se transforme durant l'hiver en une patinoire d'extérieur gratuite et publique qui est généralement ouverte quatre mois par an, à partir de la mi-Novembre jusqu'à la mi-mars et accueille plus de 100 000 patineurs annuellement.
Le reste de l'année, elle se transforme en terrasse de restaurant et devient avec ses 150 places la plus grande terrasse extérieure à Chicago

## Critiques et controverses
Le projet du Millennium Park a fait l'objet de nombreuses critiques, tant en ce qui a trait aux retards dans le délai de livraison qu’à la hausse des coûts du projet. Les détracteurs du projet ont concentré leurs attaques sur le coût du parc (475 millions de dollars) : ils estiment que cet argent aurait pu servir à financer des programmes sociaux ou scolaires. D'autres ont critiqué la valeur esthétique des œuvres. Enfin, certains ont rappelé les affaires de corruption autour du projet.
Après l'inauguration du parc, certains architectes ont critiqué le projet en expliquant que le parc était trop encombré et qu'il aurait été préférable de répartir les différents éléments et édifices dans tout le Grant Park. Ainsi Witold Rybczynski, l'architecte, professeur et écrivain canadien, l'a comparé à un parc d'attractions.

## Coût du projet
Le projet du Millennium Park est réputé pour ses délais puisqu'il devait ouvrir en 2000 et non en 2004, mais aussi pour son budget qui a triplé. Pendant la construction et l'avancement des travaux, de nombreuses structures ont été ajoutées, redessinées et modifiées. Ces changements ont généralement engendré une augmentation des coûts.
| Projet                              | Budget initial     | Coût final       | % d'augmentation |
| ----------------------------------- | ------------------ | ---------------- | ---------------- |
| Garage                              | 87,5 millions $    | 105,6 millions $ | 121 %            |
| Superstructure du Metra             | 43,0 millions $    | 60,6 millions $  | 141 %            |
| Pavillon Jay Pritzker               | 10,8 millions $    | 60,3 millions $  | 558 %            |
| Harris Theater                      | 20,0 millions $    | 60,0 millions $  | 300 %            |
| Finitions et aménagements paysagers | N/A                | 42,9 millions $  |                  |
| Coûts de conception et de gestion   | N/A                | 39,5 millions $  |                  |
| Fonds de dotation                   | 10,0 millions $    | 25,0 millions $  | 250 %            |
| Crown Fountain                      | 15,0 millions $    | 17,0 millions $  | 113 %            |
| Passerelle BP                       | 8,0 millions $     | 14,5 millions $  | 181 %            |
| Lurie Garden                        | 4,0–8,0 millions $ | 13,2 millions $  | 330 % – 165 %    |
| Sculpture de la Cloud Gate          | 6,0 millions $     | 23,0 millions $  | 383 %            |
| Pavillons Exelon                    | N/A                | 7,0 millions $   |                  |
| Péristyle et square Wrigley         | 5,0 millions $     | 5,0 millions $   | 100 %            |
| Chase Promenade                     | 6,0 millions $     | 4,0 millions $   | 67 %             |
| McCormick Tribune Plaza & Ice Rink  | 5,0 millions $     | 3,2 millions $   | 64 %             |
| Divers (clôtures, terrasses...)     | N/A                | 1,6 million $    |                  |
| Coût global                         | 150 millions $     | 475 millions $   | 216 %            |

Les installations et le site du Millennium Park appartiennent à la ville de Chicago et l'entretien ainsi que les différentes activités qui se tiennent dans le parc sont assurés par un organisme qui est encadré par le département des affaires culturelles de Chicago (Chicago Department of Cultural Affairs).